# Trichosteleum pygmaeum
Trichosteleum pygmaeum är en bladmossart som beskrevs av Edwin Bunting Bartram 1933. Trichosteleum pygmaeum ingår i släktet Trichosteleum och familjen Sematophyllaceae. Inga underarter finns listade i Catalogue of Life.